# Палтусы

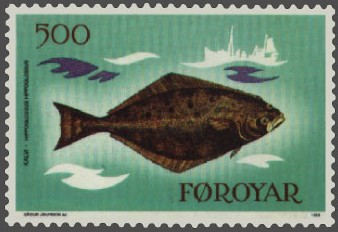
Hippoglossus. Почтовая марка, Фарерские острова

Па́лтусы, также па́лтусовые — общее название для пяти видов из трёх родов семейства камбаловых отряда камбалообразных, обитающих в северных морях. Все 5 видов распространены в морях, окружающих северные и восточные территории России. Палтусы имеют важное промысловое значение для всех северных стран.

## Описание
Отличаются от большинства других рыб из семейства камбаловых более удлинённым телом. Асимметричность черепа сохраняется, но выражена в меньшей степени, чем у камбал.

## Виды палтусов

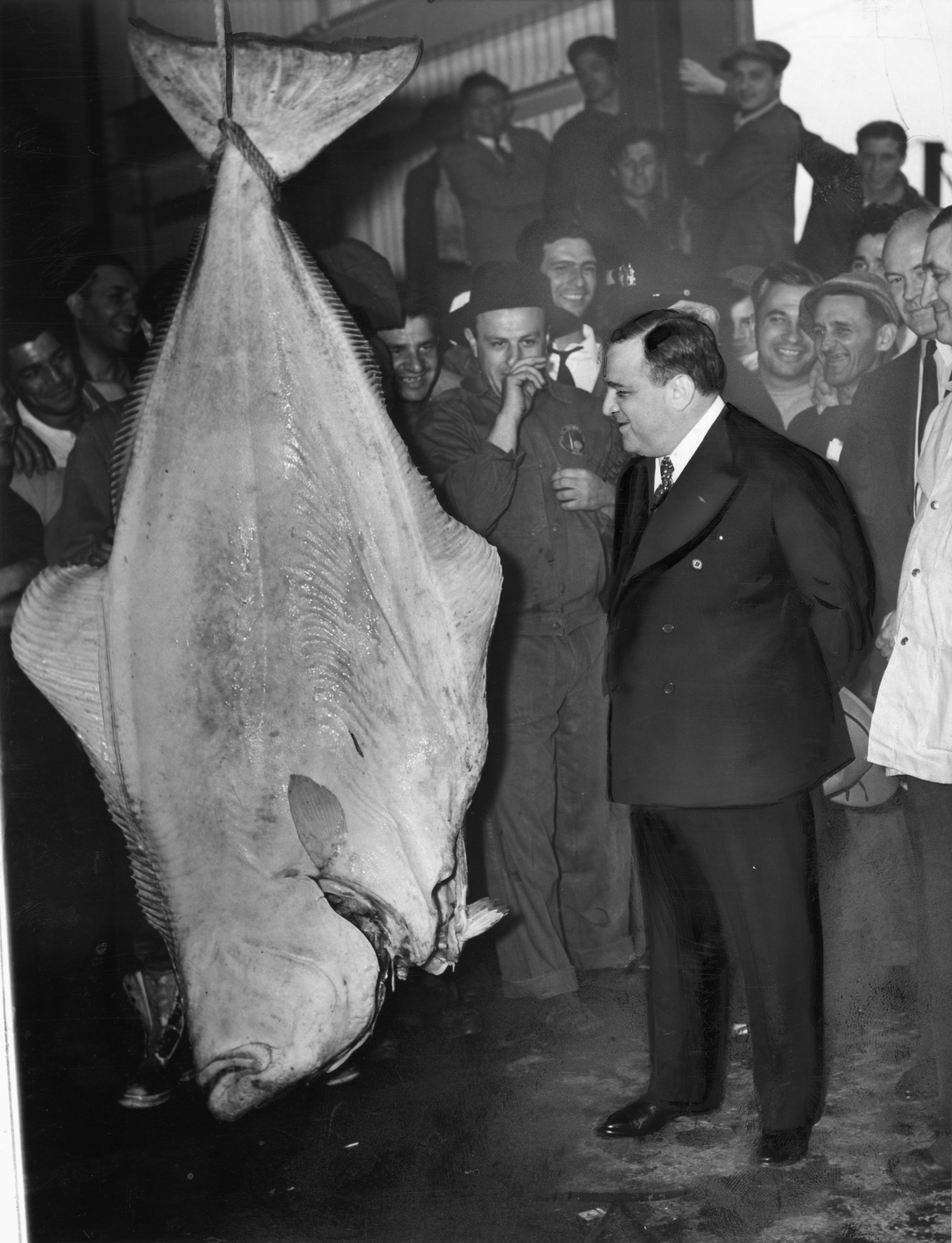
Мэр Нью-Йорка Фьорелло ла Гуардиа со 136-килограммовым палтусом на Фултонский рыбный рынок на Манхэттене

К палтусам относят следующие 3 рода камбалообразных рыб, включающих 5 видов:
- род белокорых палтусов включает два вида:
  - атлантический белокорый палтус (Hippoglossus hippoglossus) — достигает длины 4,7 м и массы 337 кг;
  - тихоокеанский белокорый палтус (Hippoglossus stenolepis);
- род стрелозубых палтусов включает два вида:
  - азиатский стрелозубый палтус (Atheresthes evermanni) — достигает длины 73 см и массы 2–3 кг;
  - американский стрелозубый палтус (Atheresthes stomias) — длина 45–83,5 см и масса до 3 кг;
- род чёрных палтусов включает один вид:
  - чёрный или синекорый палтус (Reinhardtius hippoglossoides) — достигает длины 1,2 м и массы 44,5 кг.

Кроме того, существуют палтусовидные камбалы.

## Распространение
Ареал — северная часть Атлантического и Тихого океанов. Суммарный ареал для всех палтусов — Баренцево, Берингово, Охотское и Японское моря́.
Обыкновенный и чёрный палтусы обитают в Баренцевом, Беринговом и Охотском морях. Азиатский стрелозубый палтус живёт в Охотском и Беринговом морях, иногда встречается в Японском. Американский стрелозубый палтус обитает в морях вдоль западных берегов Северной Америки от северо-запада Аляски до севера Калифорнии, также встречается вдоль азиатских берегов Берингова моря, в частности возле побережья восточной Камчатки.

## Образ жизни
Хищные донные рыбы, живут на большой глубине, но летом обитают и в средней толще воды. Средняя продолжительность жизни до 30 лет. Половой зрелости достигают в возрасте от 7 до 17 лет (чаще в 10–14 лет). Размножение весной и зимой. Самки вымётывают икру на глубине от 300 до 1 000 м при температуре воды 2–10 °C, число икринок колеблется от 300 тысяч до 3,5 миллиона. Икринки пелагические, выклёвываются при температуре 6 °C через 16 суток и проходят развитие с превращением, как и икринки других камбаловых рыб.

## Лов
Промышленный лов палтуса осуществляется главным образом донными ярусами.

## Охрана
- Атлантический палтус (Hippoglossus hippoglossus) занесён в Международную Красную книгу.

## Палтусы в культуре
- Название книги Джеральда Даррелла «Филе из палтуса» на языке оригинала Fillet of Plaice (англ.) шутливо пародирует заглавие путевых очерков в форме писем его старшего брата Лоренса, известного писателя, — Spirit of Place (что можно перевести как «гений места», «дух местности» и т. п.), причём идея принадлежит Лоренсу, о чём Джеральд рассказывает в гл. 1 «Рождение названия»:

«— Над чем ты работаешь сейчас? — справился Ларри<…>.
— Как раз сейчас<…> кое-что задумал. По правде говоря, мне подсказала одну идею твоя книжка «Spirit of Place».<…> Я подумал о том, чтобы составить своего рода сборничек. У меня накопилась уйма материала, которому не нашлось места в моих книгах. Вот я и решил собрать всё вместе под одной обложкой.

— Отличная мысль<…>, — сказал он, — назови-ка свою книгу «Fillet of Plaice».
- В ряде российских театров были поставлены спектакли под названием «День палтуса» с подзаголовком «Комедия филе-о-фиш» (другой вариант заглавия — «Палтус вкрутую») по бродвейской пьесе «Ключ для двоих» известных драматургов Джона Чепмена и Дэйва Фримена. По сюжету, жизнь персонажей с их сложно законспирированным, устоявшимся адюльтером вмиг разрушает принесённый на ужин палтус.
- Вид сыграл ключевую роль в документальном сериале от известного журналиста под псевдонимом "Kinbeas" (также иногда фигурирует как "King Based") посвящённом связи эко-активистки "Charmy Games" и индустрии производства палтуса холодного копчения. Сериал шокировал общественность и повлёк за собой волну народного творчества в виде песен, картин и т. д.